# Schwansener See
Der Schwansener See (dän. Svans Sø) ist ein See im Kreis Rendsburg-Eckernförde in Schleswig-Holstein. Er ist Teil des nach ihm benannten Naturschutzgebiets Schwansener See.

## Name
Der See wurde 1462 („stagnum Swantze“) erstmals schriftlich erwähnt. Der Name ist altdänischen Ursprungs („Swansø“) und bedeutet „Schwanensee“. Er wurde auf die Landschaft übertragen und an andere Ortsnamen als Schwans-en angepasst.

## Lage
Er liegt zwischen den Orten Damp im Süden, Schönhagen (Gemeinde Brodersby) im Norden und Dörphof im Westen, auf der Halbinsel Schwansen, direkt an der schleswig-holsteinischen Ostsee im Kreis Rendsburg-Eckernförde. Der Schwansener See ist ein Binnensee mit einer Größe von 108 Hektar, der von einer schmalen Nehrung von der Ostsee getrennt ist. Mit der Schwarzbek (auch: Schwonsbek, dänisch: Svonsbæk, Sortebæk) besteht von Westen her ein kleiner Zulauf. Der See ist ansonsten umgeben von einem geschlossenen Schilfröhrichtsaum. Das Naturschutzgebiet, das auch die Landschaft um den See beinhaltet, ist von Salzwiesen und landwirtschaftlich genutzten Weideflächen geprägt. Es ist Teil des Schutzgebietsnetzwerks Natura 2000. Auf der Nehrung befindet sich ein Wanderweg, der Teil des Ostseeküsten-Radweg ist, und ein Informationszentrum des Naturschutzbund Deutschlands. Das gesamte Naturschutzgebiet hat eine Größe von 215 Hektar und schließt einen Flachwasserzonenabschnitt der Ostsee mit ein.

## Entstehung
Bei dem Gebiet handelt es sich ursprünglich um eine Ostseebucht, die von der letzten Eiszeit gebildet wurde. Sandablagerungen, die von der Steilküste bei Schönhagen herantransportiert wurden, haben zu einer Trennung vom Meer geführt. Die dabei entstandene Nehrung, die den See heute von der Ostsee trennt, wurde in früheren Zeiten oft vom Salzwasser überflutet. Das Wasser im See wurde nach der Abtrennung durch Regenwasser und durch einen Süßwasserzufluss zu Brackwasser. Nach dem Bau von Uferbefestigungen ist kein Salzwasser mehr eingedrungen, so dass sich das Wasser langsam aussüßt.

## Nutzung
Das auch als FFH-Gebiet und EU-Vogelschutzgebiet ausgewiesene Naturschutzgebiet bietet zahlreichen Vogelarten (etwa 100 Brutvogelarten) Lebens- und Nahrungsgrundlage. Zudem ist es Rast- und Überwinterungsgebiet für etwa 5000 Vögel, die hier im Frühjahr und Herbst Rast machen. Der See darf nicht mit Booten und anderen Wasserfahrzeugen befahren werden. Baden ist nicht möglich.